# Olvi
Az Olvi finn sör és üdítőital-gyártó cég, melyet 1878-ban alapítottak. A vállalat jelenleg 18,7%-os részesedéssel bír a finn üdítőpiacon, mellyel a legnagyobb finn tulajdonú vállalat az ágazatban. Leányvállalata, az A. Le Coq Észtország második legnagyobb üdítőital-gyártó vállalata. Az Olvinak Lettországban lévő érdekeltségébe tartozik a Cēsu Alus, míg Litvániában a Ragutis, Fehéroroszországban pedig a Lidskae Piva.

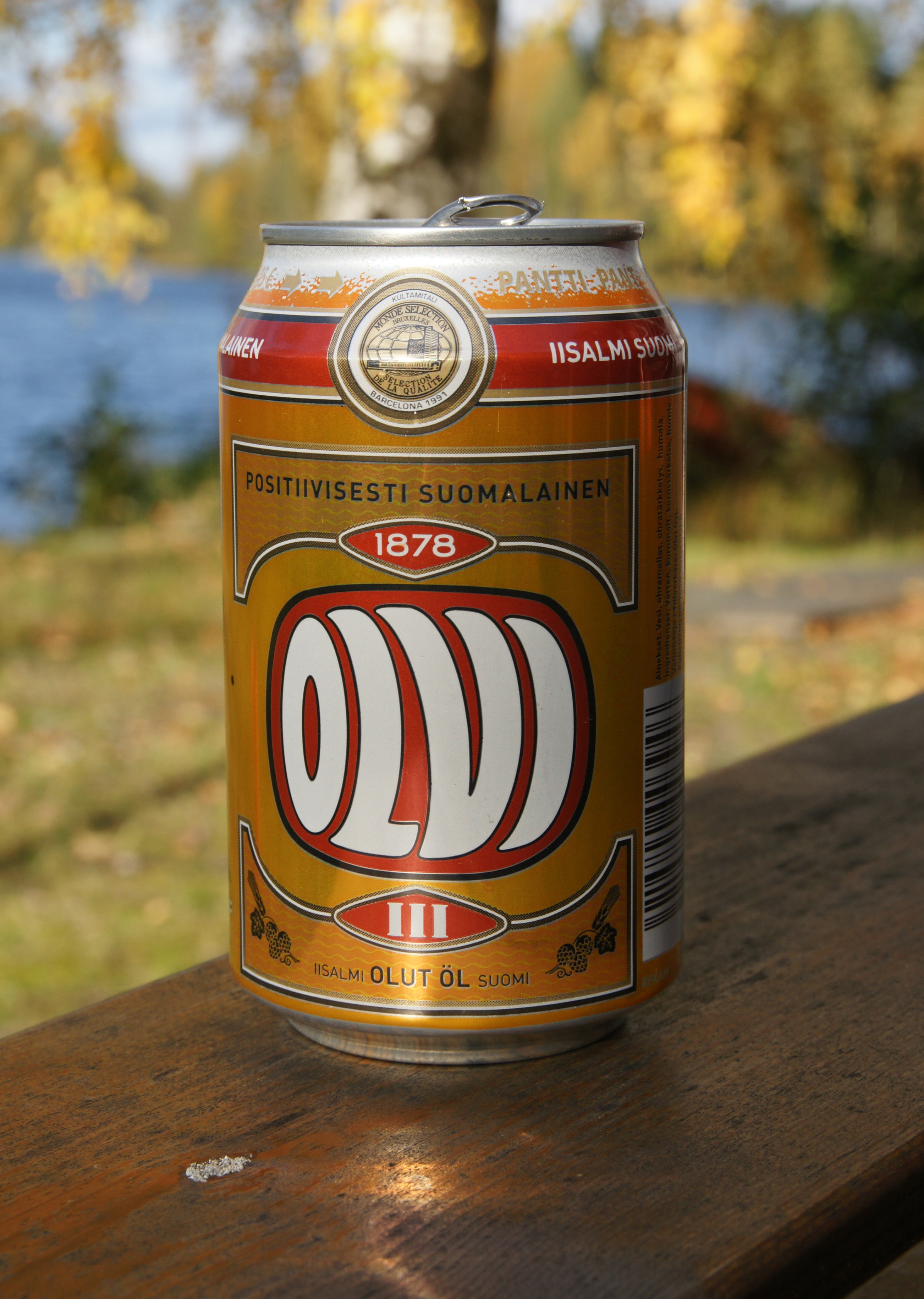
Az Olvi sör csomagolása

## A vállalat altal gyártott sörmárkák
- Olvi (Ykkönen, III, Export, Tuplapukki, HALKO, Reino, CXXXV)
- Sandels (III, IV A, Tumma, Speciális kiadás)
- Sven Tuuva 3,5%
- Tuntematon sotilas
- A. Le Coq (Premium, Porter, GOLD, Pils, Alexander)
- Cēsu alus
- Ragutis
- Heineken (licenc alapján)
- Starobrno (licenc alapján)

## Ciderek
- Fizz (Original Dry, Cranberry, Light Strawberry, Cooler Strawberry-Vanilla Light, Cooler Lime-Grapefruit, Cooler Light Winter Ginger Apple, Cooler Red Berries, Cooler Pineapple & Citrus Light, Fresh Apple Sweet, Fresh Perry Light)
- Sherwood Premium Cider
- Glöginmakuinen siideri

## Hosszú italok
- OLVI Greippilonkero
- OLVI Kevyt Greippilonkero
- OLVI Kulta Lonkero
- OLVI Karpalolonkero
- GIN Long Drink
- GIN Long Bitter Lemon

## Üdítőitalok
- Angry Birds Tropic (Trópusi gyümölcs)
- Angry Birds Paradise (Mandarin- ananász)
- Olvi Ananas (ananász)
- Olvi Cola
- Olvi Greippi (grapefruit)
- Olvi Hedelmä (fruit)
- Olvi Jaffa (narancs)
- Olvi Lemon
- Olvi Omena (alma)
- Olvi Vichy
- Turtles Päärynä (körte)
- Bratz Vadelma (málna)
- Batman Cola, Cola Light
- TEHO (energiaital)
- TEHO Omena-Sitrus (alma-citrus ízű energiaital)
- TEHO drink tablets (energiaital tablettákból)
- KevytOlo sitrus (citrus ízesítésű energizáló ital)
- KevytOlo metsämarja (erdei gyümölcs ízesítésű súlyszabályozó ital)
- KevytOlo (ásványvizeik: Lähdevesi, Raikas, Karpalo, Mansikka-Sitruuna, Mustaherukka, Päärynä, Sitruuna, Vihreä Omena, Vadelma+Kalsium, Sitruuna mehukivennäisvesi, Makea Ananas, Makea Kuningatar)[1]

## Fordítás
Ez a szócikk részben vagy egészben  az   Olvi című angol Wikipédia-szócikk ezen változatának fordításán alapul.  Az eredeti cikk szerkesztőit annak laptörténete sorolja fel. Ez a jelzés csupán a megfogalmazás eredetét és a szerzői jogokat jelzi, nem szolgál a cikkben szereplő információk forrásmegjelöléseként.